# Charlotte Mary Brame
Charlotte Mary Brame (Hinckley, Leicestershire 1 de noviembre de 1836 – Hinckley, Leicestershire, 25 de noviembre de 1884) fue una escritora inglesa. Más conocida como Charlotte M. Brame, se presentó bajo seudónimos en América, tales como Bertha M. Clay, y algunas veces ha sido identificada con el nombre de su novela romántica más famosa, Dora Thorne.

## Biografía
Hija mayor de Benjamin y Charlotte Agnes Law, devotos católicos, después de frecuentar la escuela de un convento en Bristol y Preston, y una «escuela para chicas» en París, trabajó como educadora particular de niños.
Charlotte tenía 17 años cuando publicó su primer cuento. El 7 de enero de 1863, contrajo matrimonio con Phillip Edward Brame (1839–1886), un joyero de Londres, la pareja tuvo nueve hijos, pero únicamente cuatro alcanzaron la edad adulta. Cuando Brame tuvo dificultades económicas, Charlotte ayudó a sostener a su familia con sus escritos.
La familia vivió en Londres, Mánchester y Brighton y regresó a Hinckley, donde Charlotte murió, en 1884, a los 48 años. Su familia tenía muchas deudas cuando ella murió, y los hijos fueron entregados a tutores; su marido se suicidó en mayo de 1886.

## Carrera literaria
Sus libros tuvieron gran éxito de público, pero tuvo incontables problemas con la piratería de sus obras, en especial en los Estados Unidos. 
Publicó bajo su nombre verdadero hasta el año 1876, cuando Street & Smith publicaron Thrown on the World; y Discarded Wife bajo el seudónimo Bertha M. Clay. Sus iniciales verdaderas, CMB, fueron intercambiadas por BMC, y así, con el nuevo nombre de Bertha M. Clay empezó sus publicaciones en los Estados Unidos. Después de su muerte, en 1884, Street & Smith continuaron usando el nombre de Bertha M. Clay como una propiedad de su editorial. Varios escritores, tal vez una docena de ellos, como Frederick V. Dey y John R. Coryell publicaron bajo su nombre.<
Los nombres por los cuales está acreditada como escritora incluyen desde el verdadero Charlotte M. Brame (con la alternativa de la variación del sobrenombre para Braeme), Bertha M. Clay, Dora Thorne, Florence Norton, CMB y Caroline M. Burton. Hubo centenares de títulos publicados con esos nombres. Arlene Moore documentó una cantidad por encima de 500 obras. Brame era autora de cerca de 73 obras, incluyendo cuentos. Después de la muerte de Brame, otros escritores, incluyendo hombres, escribieron bajo su pseudônimo Bertha M. Clay. Entre tales escritores están William J. Benners, William Cook, John Coryell, Frederick Dacre, Frederick Dey, Charles Garvice, Thomas C. Harbaugh y Thomas W. Henshaw.

## Obras principales
- The Coquette's Victim
- Coralie
- Dora Thorne
- A Mad Love
- Marion Arleigh's Penance
- My Mother's Rival
- The Tragedy of the Chain Pier
- Wife in Name Only
- Her Martyrdom
- Marjorie Deane a novel